# Scotoecus albigula
Scotoecus albigula és una espècie de ratpenat que viu a Angola, Kenya, Malawi, Moçambic, Somàlia, Uganda i Zàmbia.
Està amenaçada d'extinció per la pèrdua del seu hàbitat natural.